# 김선명
김선명(金善明, 1925년 2월 20일 ~ 2011년 1월 15일)은 1995년 광복절 특별사면으로 대전교도소에서 석방될 때까지 45년동안 0.75평 독방에서 비전향 장기수 신분으로 구속되었던 사람이다.

## 생애
경기도 양평군 양서면에서 7남매 중에서 둘째로 태어났다. 만석꾼인 김선명의 집안은 경제상 여유가 있었으나 양반과 상민의 차별을 보면서 자신이 사는 세상이 평등이 없는 사회라는 사실을 깨달았다.
양평에서 보통학교에 입학했으나 혹독하게 구는 일본인 교장이 싫어 15살에 학교를 그만두고 서울로 가서 노동자가 되었다. 10대 중반인 1941년에는 집안이 경성부로 이사했다. 태평양 전쟁으로 농촌 지역에서 공출이 심해지면서 가산을 정리해 이사했으나 곧 가산이 탕진되면서 김선명은 교육받을 기회를 잃었다.
이후 태평양 전쟁 시기를 영등포에 소재한 공장에서 노동하면서 보냈다. 1945년 8월 15일에 일본 제국이 무조건항복을 선언하면서 출옥한 좌익 계열 운동가인 우봉수에게 지도받아 좌익 운동에 투신한 김선명은 미군정 하에서 공장 노동자들을 중심으로 영등포특별자위대를 조직해 활동하였다.
서울에서 한국 전쟁을 맞고서 조선인민군에 입대해 참전했다. 9.28 수복때 월북하여 의용군으로 있다가  1951년 10월 15일에 조선인민군 정찰대원으로 철원군에서 정찰하는 도중에 유엔군의 포로가 되었다. 영등포 포로집결소를 거쳐 서울고등군법회의 재판에서 징역 15년형의 확정판결을 받았으나 1953년 4월 대구형무소로 이감된 뒤 다시 "인민군 정찰대가 아니고 간첩부대인 526군부대에서 남파됐다"는 혐의로 간첩죄가 추가되어 사형이 선고되고 무기징역형으로 감형되어 복역하였다.
1995년 광복절 특별사면 대전교도소에서 출소할 때까지 45년간 감옥에 있었다. 구금기간 동안 1994년 5월 박계동 의원과의 면회 등 5명과의 7회의 짧은 면담만 허락했을 뿐 0.75평 독방에서 수감된 김선명에 대해 1993년 오스트리아 빈에서 열린 세계인권대회에서 초장기 구금사실이 보고되면서 국제적으로 널리 알려졌고 이 기록은 세계 최장기수 기록으로 기네스 세계 기록에 올라 있다.
옥살이 중 전향을 권유받았으나 전향하지 않았다. 다른 비전향 장기수들이 대개 휴전 후 공작원으로 남파되었는데 김선명은 전쟁 중 잡힌 군인이라는 점에서 리인모와 유사한 형편이었다. 김선명은 자신이 조선인민군 제31사단 정찰부대 소속이었다고 밝혔으나 대한민국 정부에서는 526군부대라는 간첩 부대 소속이었기 때문에 간첩죄가 적용되어 전쟁포로가 아니라고 주장하여 양측이 주장한 바가 엇갈린다.
한편, 김선명이 조선인민군에 입대한 사이 아버지와 누이 두 명은 보복 살해되었고 다른 형제들은 연좌제로 고통받아 김선명과 연락을 끊었다. 비전향 장기수 가운데 극히 드물게 총각이었던 김선명은 2000년 9월 북조선으로 송환되고 결혼하여 평양에서 살다가 2011년 사망했다.

## 예술작품
2000년 6·15 남북 공동선언에 의거한 송환 대상 비전향 장기수로 선정되어 조선민주주의인민공화국으로 갔다. 자신의 신념을 지키고자 저항한 양심수인 김선명을 주인공으로 대한민국에서는 다큐멘터리 《송환》과 극영화 《선택》, 조선민주주의인민공화국에서는 《내삶이 닻을 내린 곳》이라는 장편영화와 〈신념과 의리를 지킨 45년〉이라는 단편영화가 만들어졌다. 조선민주주의인민공화국의 소설 《조국의 아들》도시 김선명의 생을 다룬 작품이다.
故 문익환 목사는 1993년에 김선명을 주제로 한 〈43년 김선명 할아버지께 바치는 시〉를 발표했다. 다음은 문익환 목사의 시 중 일부이다.
얼마나 긴 세월이었습니까

김선명 총각 할아버지

43년이나 당신을 가둬둔 조국

얼마나 부끄러운 역사입니까

(중략)

김선명 총각 할아버지

끝도 안 보이는 당신의 그 기다림은 무엇이었습니까

43년은 얼마나 긴 싸움이었습니까

몽둥이 찜질이야 기절해버리면 그만일 테지만

온몸 바늘로 찔러대는 쓰림과 싸우며 버텨내신

그 신념은 도대체 무엇입니까

(후략)

## 같이 보기
- 《송환》
- 《선택》

## 참고자료
- 김선명 외 6인 (2000년 8월 1일). 〈김선명 - 총각할아버지의 소망〉. 《0.75평 지상에서 가장 작은 내방 하나》. 서울: 창. ISBN 8974530740.